# Glutamat monosòdic
El glutamat monosòdic, també conegut com a glutamat sòdic i GMS, és una sal sòdica de l'aminoàcid no essencial àcid glutàmic. S'utilitza com a additiu alimentari i és comunament comercialitzat com un potenciador de sabor. Té el codi HS 29224220 i el nombre E, E621. El nom comercial del glutamat monosòdic inclou noms com Ajinomoto, Vetsin i Accent. En un principi, es feia principalment de gluten de blat, però ara es fa bàsicament a partir de fermentació bacteriana; per això és acceptat pels celíacs que segueixen una dieta lliure de gluten.
Tot i que la cuina asiàtica tradicional ha utilitzat sovint extracte d'alga, el qual conté altes concentracions d'àcid glutàmic, el GMS no va ser aïllat fins a l'any 1907 per Kikunae Ikeda, en la seva recerca del sabor de kombu, una alga amb un gust que ell va anomenar umami. GMS va ser patentat posteriorment per la Ajinomoto Corporation del Japó l'any 1909. En la seva forma pura, es presenta com una pols blanca cristal·lina que es dissocia ràpidament a cations de sodi i anions de glutamat en contacte amb l'aigua (el glutamat és la forma aniònica de l'àcid glutàmic).

## Producció i propietats químiques
El GMS s'obté normalment de la fermentació de carbohidrats, utilitzant espècies de bacteris o llevats dels gèneres com Brevibacterium, Arthrobacter, Microbacterium i Corynebacterium. Es poden preparar produccions de 100 g/litre d'aquesta manera.
Des del 1909 fins a mitjans dels 60, el GMS era preparat per la hidròlisi del gluten de blat, el qual és aproximadament àcid glutàmic en un 25%.
L'àcid glutàmic és un dels aminoàcids solubles menors i això facilita la seva purificació.
Com les sals de sodi d'altres aminoàcids, el GMS és un sòlid estable descolorit que és degradat per agents oxidants forts. Existeix com un parell d'estereoisòmers (enantiòmers), però només la forma L-glutamat és utilitzada com un potenciador de sabor.

## Comercialització
La companyia Ajimoto es va formar per manufacturar i vendre el GMS al Japó; el nom "Aji no moto" vol dir literalment en japonès "origen del sabor".
Es va introduir als Estats Units l'any 1947 com un potenciador del gust.
El GMS comercial modern es produeix per fermentació del midó, de la remolatxa, del sucre, de la canya de sucre o de la melassa.
El 2009 en van vendre 650.000 tones, un 30% del mercat mundial de la substància.
El GMS és utilitzat comercialment com un potenciador de sabor. Tot i que ha sigut associat sempre amb el menjar dels restaurants xinesos, el GMS és utilitzat per quasi totes les cadenes de menjar ràpid i en alguns comestibles, particularment en menjars preparats.
Exemples inclosos:
- Brous dessecats, sovint coneguts com a cubets de brou.
- Condiments tals com la salsa barbacoa o amaniments.
- Menjar preparat congelat, en conserva o assecat.
- Els aperitius com les patates fregides i els assortiments variats condimentats.
- Barreges de condiments.

Només l'L-glutamat enantiòmer té propietats potenciadores del gust. El GMS manufacturat conté al voltant d'un 99,6% de la forma L-glutamat predominant a la natura, la qual és una proporció més alta de L-glutamat que la que trobem en els ions lliures de glutamat del menjar corrent.
Els productes fermentats com la salsa de soja, de carn i Worcestershire tenen nivells de glutamat similars als dels aliments amb GMS afegit. Tot i així, el glutamat en aquests productes conté un 5% o més de D-enantiòmer.

## Problemes de salut
El GMS com a ingredient alimentari ha sigut objecte d'estudis de salut. Un informe de la Federació de Societats Americanes de Biologia Experimental (FASEB) recopilat el 1995 per l'Administració de Menjar i Medicina dels Estats Units (FDA) va concloure que el GMS era segur per la majoria de la gent quan "es menjava en nivells normals".
Tot i així, també deia que, basant-se en informes anecdòtics, algunes persones podien tenir intolerància al GMS, la qual causava "la síndrome del GMS" i/o un empitjorament dels símptomes asmàtics. Una recerca posterior va trobar que, mentre que amb grans dosis de GMS donades sense menjar s'obtenien més símptomes que el placebo en individus que creien que reaccionen adversament al GMS, la freqüència de respostes va ser baixa i les respostes observades eren inconsistents, no repetitives, i no s'observaven quan el GMS era ingerit amb menjar.
Tot i que molta gent creu que el GMS és la causa d'aquests símptomes, no ha estat comprovada cap associació estadística sota condicions controlades, fins i tot quan els estudis estaven fets amb persones convençudes que eren sensibles a ell. Un control adequat per a tendències experimentals inclou un disseny experimental amb placebo controlat doble-cec i l'aplicació en càpsules, degut al gust fort i únic dels glutamats.
Estats Units
El glutamat monosòdic és una de les diferents formes de l'àcid glutàmic trobada en el menjar, en gran part perquè l'àcid glutàmic és bàsic a la natura, sent un aminoàcid. L'àcid glutàmic i les seves sals poden estar presents també en una àmplia varietat d'altres additius, incloent proteïnes vegetals hidrolitzades, llevat, extracte de llevat, extractes de soja i proteïnes aïllades, cada un d'ells serà presentat com a "espècie" o "condimentació natural".
Els additius alimentaris inositat disòdic i guanilat disòdic són utilitzats normalment en conjunt amb ingredients que contenen glutamat monosòdic, i constitueix probablement un indicador de la presència de glutamat monosòdic en un producte. Per aquesta raó, la FDA considera nivells com "No GMS" o "No GMS afegit" de ser un engany si el menjar conté ingredients que són fonts de glutamat lliure, com a proteïna hidrolitzada.
El 1993, la FDA va proposar afegir la frase "conté glutamat" als noms comuns de certes proteïnes hidrolitzades que contenen quantitats substancials de glutamat.
A la versió del 2004 d'aquest llibre, "On Food and Cooking", el científic de l'alimentació Harold McGee explica que "després de molts estudis, els toxicòlegs han conclòs que el GMS és un ingredient inofensiu per a quasi tothom, encara que sigui ingerit en grans quantitats".
Àsia
El Grup de Recerca Cooperativa INTERMAP va conduir un estudi de 752 xinesos sans (48,7% dones), d'edat 40-59 anys, escollits aleatòriament de tres pobles rurals del nord i el sud de la Xina i va determinar que la ingesta de GMS estava correlacionada positivament amb un elevat IMC (Índex de Massa Corporal).
Austràlia i Nova Zelanda
L'article 1.2.4 del Codi del menjar d'Austràlia i Nova Zelanda ha conclòs que la presència de GMS com a additiu alimentari s'ha de mesurar. L'etiqueta ha d'especificar el tipus d'additiu alimentari (en aquest cas, potenciador del gust), seguit pel nom de l'additiu (GMS), o el seu Sistema Numèric Internacional (INS), número 621.